# Liptay Károly
Liptay Károly, 1881-ig Lindenberg, névváltozat: Liptai (Miskolc, 1873. január 27. – Alag, 1933. augusztus 26.) hírlapíró.

## Életútja
Apja Liptay (Lindenberg) Emil, az Első Magyar Varrógépgyár megalapítója, anyja Königstein Matild. (Öccse Liptai Imre, aki maga is nagy sikereket ért színdarabjaival.) Liptay Károly iskoláit 1892-ben Szegeden végezte, a kegyesrendi főgimnáziumban, ahol érettségi vizsgálatát olyan kitűnő eredménnyel tette le, hogy erről, valamint a gimnáziumi önképzőköri zárómatinén kihirdetett azon eredményéről, hogy valamennyi pályatételt Liptay nyerte meg 800 diák között, az egész város sokáig beszélt. Eleinte, különösen a szülők kívánságára, a budapesti egyetem jogi szakára iratkozott be és itt abszolutóriumot is szerzett.
Jogvégzettségét azonban nem akarta jövőjének választani, mert az irodalom és a hírlapírás ellenállhatatlanul vonzották. Mint kezdő, a Szegedi Híradónál működött, a kitűnő zsurnaliszta, Kemechey Jenő útmutatása mellett. Különösen mint kroki-író vált ki. Ezeket Carolus néven írta és valamennyi vidéki lap sietve átollózta, mert a Carolus-humoreszkek mindenütt nagyon kapósak voltak. Szépírói tárcáinak zsengéit Szerelmek címen adta ki 1894-ben. A szegedi Dugonics Társaság drámapályázatán a színpadi-irodalom terén tett sikeres kísérletet, amennyiben A 91-ik cikk c. pompás bohózatával elsőnek futott be 1897-ben, amikor is ezt a darabot a Makó-féle színtársulat (Pethes Imrével, Kalmár Piroskával, Haraszthy Herminnel) sikerrel mutatta be. A Népszínház népszínmű-pályázatán pedig az Asszonyhűség c. népszínművel keltett figyelmet. Ezt 1898. március 13-án mutatták be.
Liptay ezek után méltán vágyott a fővárosba, ahol mint újságíró, először a Pesti Napló kötelékébe lépett, majd a Magyarország ismert és elismert színikritikusa lett. Liptay több darabot írt, amelyek sikerrel kerültek színre, így Don Quijote c. nagyoperettje (dr. Garami Béla zenéjével), nemcsak Budapesten, de mindenütt a vidéki színpadokon is sikert aratott. (1909. aug. 19. Fővárosi Nyári Színház.) Majd a bécsi Renaissance Színház mutatta be Die hoche Schule der Liebe címmel egy egészen új irányú háromfelvonásos szatíráját, dr. Alexander Engel fordításában. Ezt a darabot Amerika is megvette. (1923. szeptember 7.) A kereszt tövében c. ötfelvonásos verses tragédiájával 1924-ben megnyerte a Magyar Tudományos Akadémia Teleki-díját. Liptay mint dalszövegíró is kitűnt. Számos ilyen szerzeménye közül Magának írom ezt a levelet c. dalt az egész világion, majdnem minden kultúrnyelven elterjedt és sok-tízezer példányban fogyott el, amellett, hogy ez a dal volt az első, amely után szcenírozott dalokkal jöttek a kabaré-színpadok.
Liptay volt egyike azoknak, akik a Vidéki Hírlapírók Országos Szövetségét alapították. A Millennium Története c. kétkötetes nagy munkájáért (ezt Szmollény Nándor tanár társaságában írta) királyi kitüntetésben is részesült. 1926. január havában lefordította versben Schiller Turandotját. Felesége Szerémy Gizella, a Vígszínház jeles művésznője volt, akivel 1907. június 8-án Budapesten kötött házasságot.